# Přeštice
Přeštice (niem. Pschestitz) − miasto w Czechach, w kraju pilzneńskim.
Według danych z 31 grudnia 2003 powierzchnia miasta wynosiła 2 539 ha, a liczba jego mieszkańców 6 353 osób.
W mieście jest stacja kolejowa Přeštice.
Demografia:
| Rok             | 1970  | 1980  | 1991  | 2001  | 2003  |
| --------------- | ----- | ----- | ----- | ----- | ----- |
| Liczba ludności | 5 724 | 6 769 | 6 382 | 6 453 | 6 353 |

Źródło: Czeski Urząd Statystyczny